# Marie-Hélène Aubert

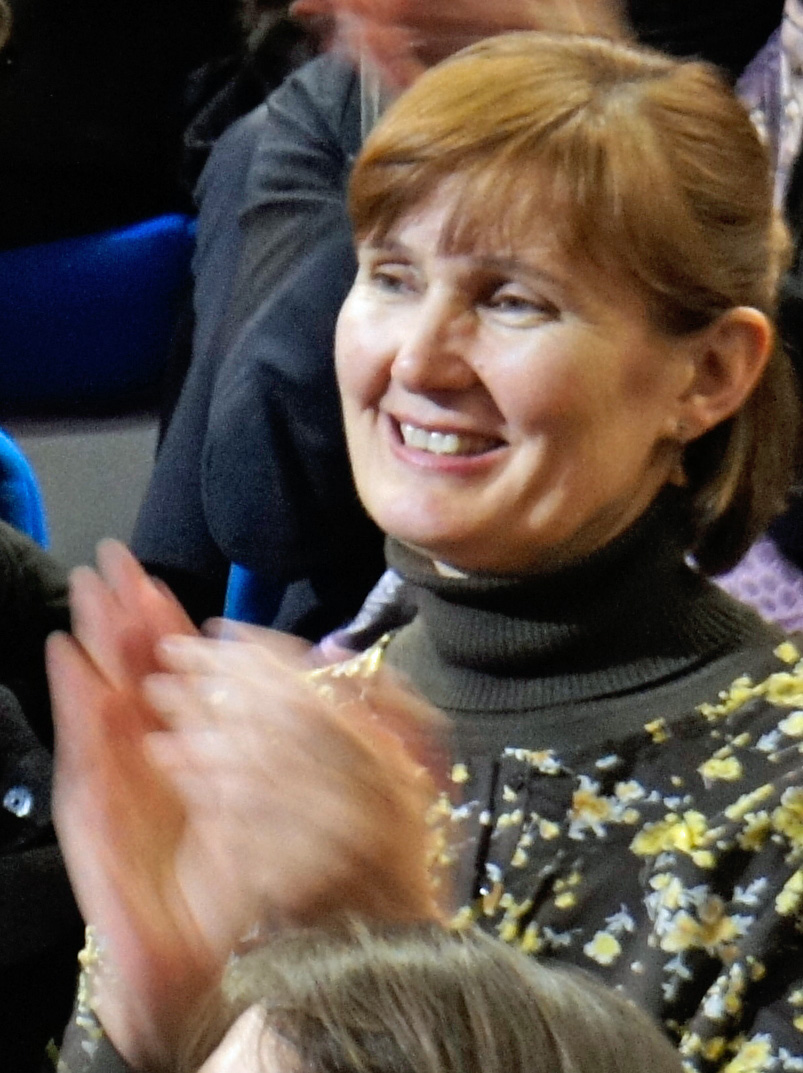
Marie-Hélène Aubert (2012)

Marie-Hélène Aubert este un om politic francez, membru al Parlamentului European în perioada 2004-2009 din partea Franței. 
1. ↑  Marie-Hélène Aubert, base Sycomore, accesat în 9 octombrie 2017
2. ↑   http://www.assemblee-nationale.fr/11/tribun/fiches_id/305.asp Lipsește sau este vid: |title= (ajutor)
3. ↑  Par Stéphane Corby et Véronique Beaugrand Le 5 mars 2025 à 17h46 (5 martie 2025), Yvelines : la maire de Jouy-en-Josas jette l’éponge pour préserver sa santé (în franceză), accesat în 17 martie 2025
4. 1 2  French National Directory of Representatives, 13 July 2020[*] Verificați valoarea |titlelink= (ajutor)
5. ↑  French National Directory of Representatives, 9 April 2019[*] Verificați valoarea |titlelink= (ajutor)
6. ↑  Deputații în Parlamentul European